# کرنتن ۶۴۵۱
سیارک ۶۴۵۱ (به انگلیسی: 6451 Karnten، نامگذاری:1991GP10) شش هزار و چهارصد و پنجاه و یکمین سیارک کشف شده‌است که در ۹ آوریل ۱۹۹۱ کشف شد.
قدر مطلق سیارک برابر ۱۴٫۳۰ است.